# 地图

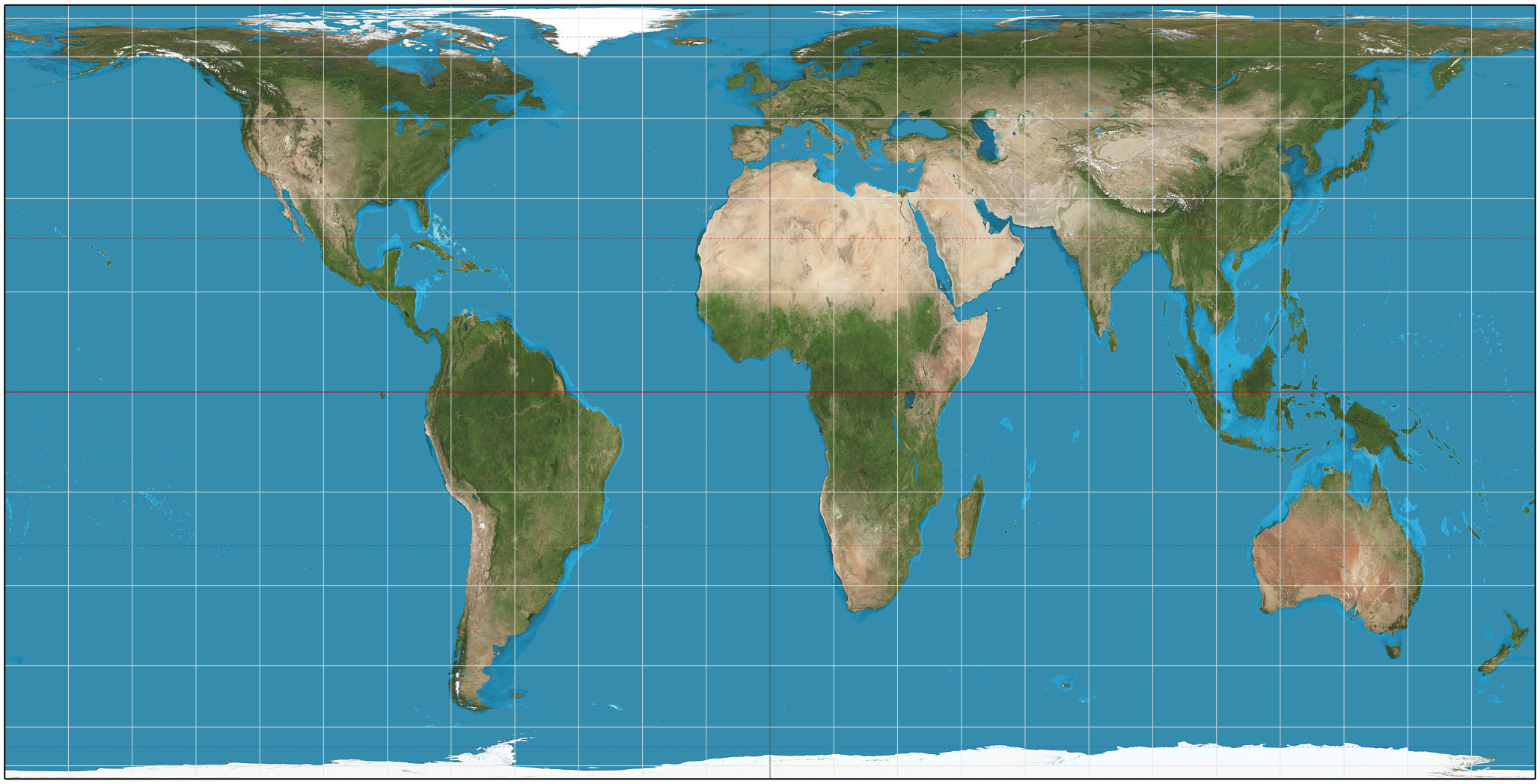
等面积投影世界地图，基于了NASA2005年藍色彈珠照片

地图，是根据一定的数学法则，即某种地图投影，将地球或其他星球的自然现象和社会现象通过概括和符号缩绘在平面上的图形。按照統一的設計和要求編制的多幅地圖的彙集被稱作“地圖集”或者“地圖冊”。

## 历史

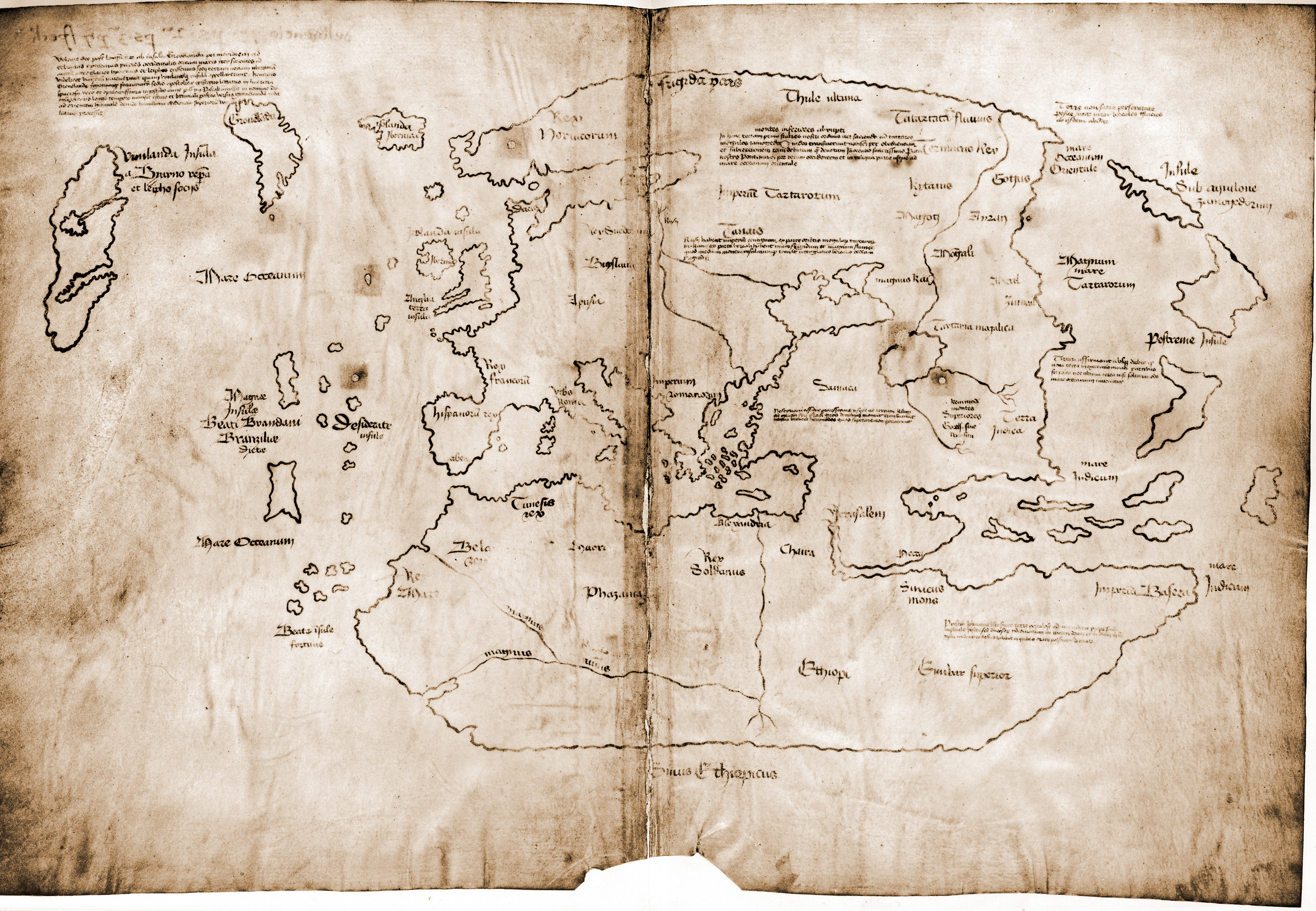
15世纪时从13世纪原稿复制的世界地图，是首次描绘出北美洲海岸的地图

自从石器时代，人类开始制作地图。其中最早的地图公元前6200年于土耳其地区出现。古埃及人使用蘆葦繪製地圖，但蘆葦不易保存，故存世的古埃及地圖很少。中國的地圖最早見於2400年前的战国。
1895年在俄罗斯迈科普古墓出土的银壶上的线刻地图，于公元前3000年制作。两条河流相汇成湖，山地、树木、鸟兽皆为侧面图。颇为写实的把高加索山脉的轮廓描绘出来。
根据实物考古发现中国的最早的地图，是湖南长沙马王堆三号汉墓中，三幅绘在帛上的地图，绘制年代约在西汉时期公元前168年。在中國的出土最早的紙上繪製的就是一幅戰場地圖。
古希臘在地圖方面作出了許多貢獻。埃拉托斯特尼首先推算出了地球的大小以及子午圈的長度，繪製出默認地球為球體的地圖。喜帕恰斯創立投影法，提出將地球圓周劃分360°。托勒密於公元2世紀編纂的《地理學指南》詳細叙述了地圖繪製的方法，創立了更多新的投影法。該書附地圖27張（1張世界地圖，26張分區地圖），認為是世界最早的地圖集之雛形。中國西晋時期的地圖學家裴秀發明了“製圖六體”，開創了東方精確製圖的先河。

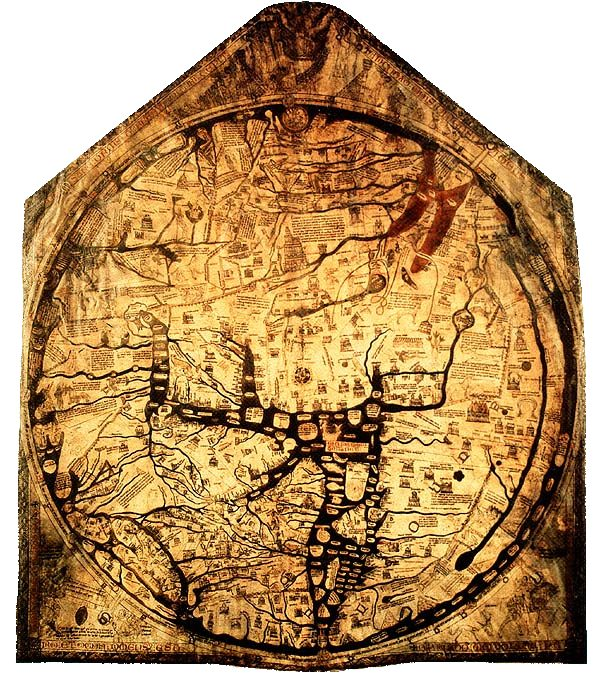
"T-O"地图

在现今世代，人類倾向觉得地图是理性及科学的产物，其实地图本身也有神秘的一面。古代地图，尤其是在未知的领域中，常常跟非科学的宇宙观结合来表达人于宇宙的关系。例如：中世纪的「TO地图」把耶路撒冷描绘成世界的中心，把地球当作耶稣的躯体。此時的地圖沒有經緯網和比例尺，科學實用價值喪失。相反地，地中海人的航海地图却是非常准确。1568年，荷蘭製圖學者墨卡托創立了正軸等角圓柱投影。這個投影將等角航綫繪製為直綫，因此至今還在海圖製圖時使用。

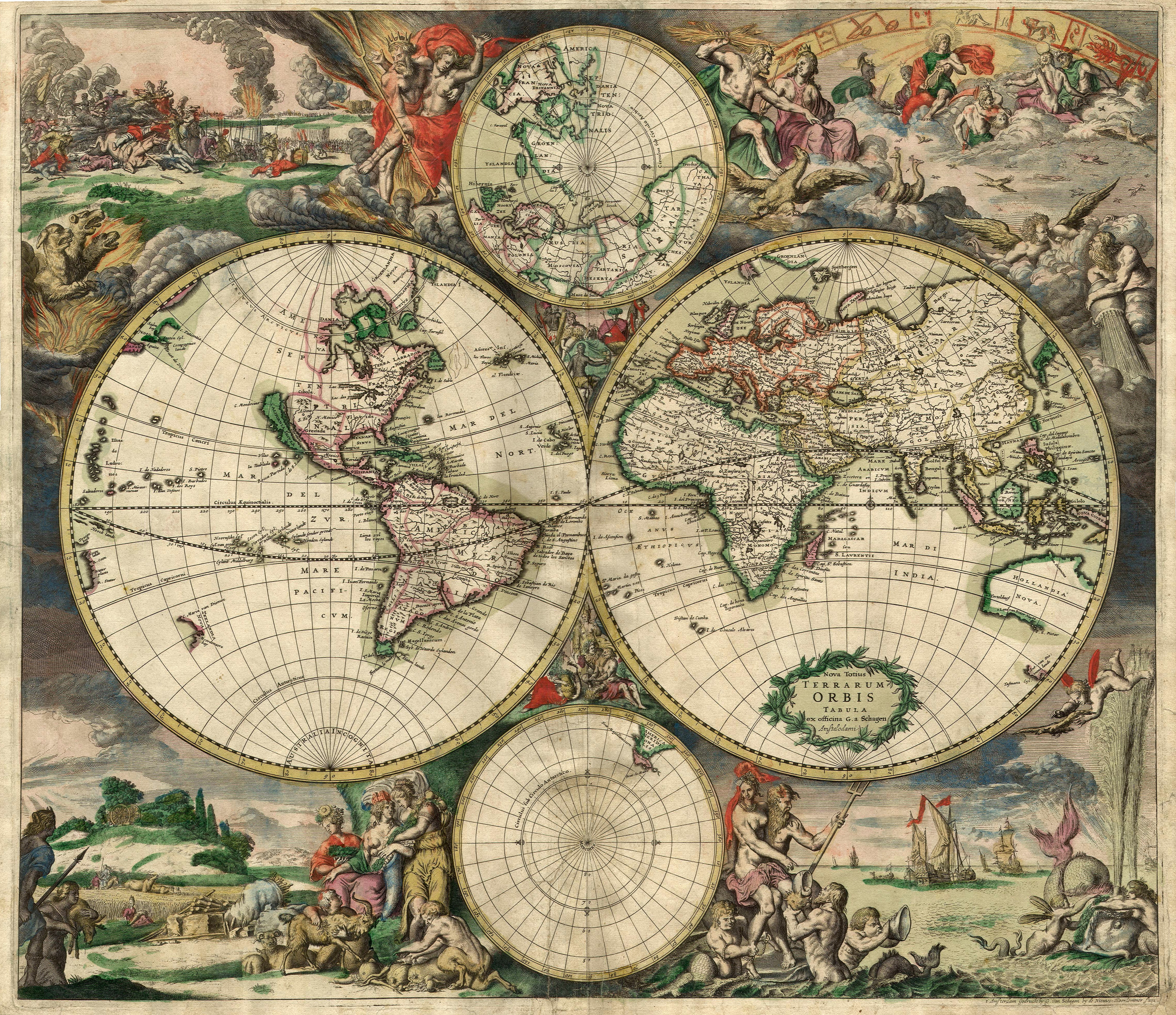
1689年在荷蘭阿姆斯特丹繪製的一幅世界地圖

隨著地理大發現的開始，各種行業都對精確的地圖産生需求，當時是使用三角測量繪製精准地圖很風行。到了18世紀，很多國家開始繪製詳細的軍用地圖。19世紀末，各國出于經濟利益的需要，開始編繪國際統一規格的詳細地圖。此時，自然科學發展起來，出現了描述氣候、土壤、水文等自然專題的專題地圖。20世紀時，飛機發明後，航空測繪地圖興起。

## 构成要素
地圖大多以可視的圖形形式出現。地圖的載體多樣，紙和螢幕最常見。而所有地圖及其介質的共同構成要素是圖形要素、數學要素、輔助要素以及補充說明。
- 圖形要素 圖形是地圖的主體。把自然、社會經濟等需要表示的現象通過地圖符號的表示，從而形成圖形要素。
- 數學要素 數學是保證地圖可量和可比的基礎。數學要素裏包括地圖投影、地圖坐標系統、比例尺和控制點（英语：Control point (mathematics)）。
- 輔助要素 輔助要素包括地圖名稱、圖例、方向標、地圖編號、作者、繪製時間、地圖參數等。這是保證地圖完整的重要部分。
- 補充說明 使用統計圖表、剖面圖、照片、文字等形式補充地圖內容的說明。

## 分类

梵蒂岡城的開放街圖

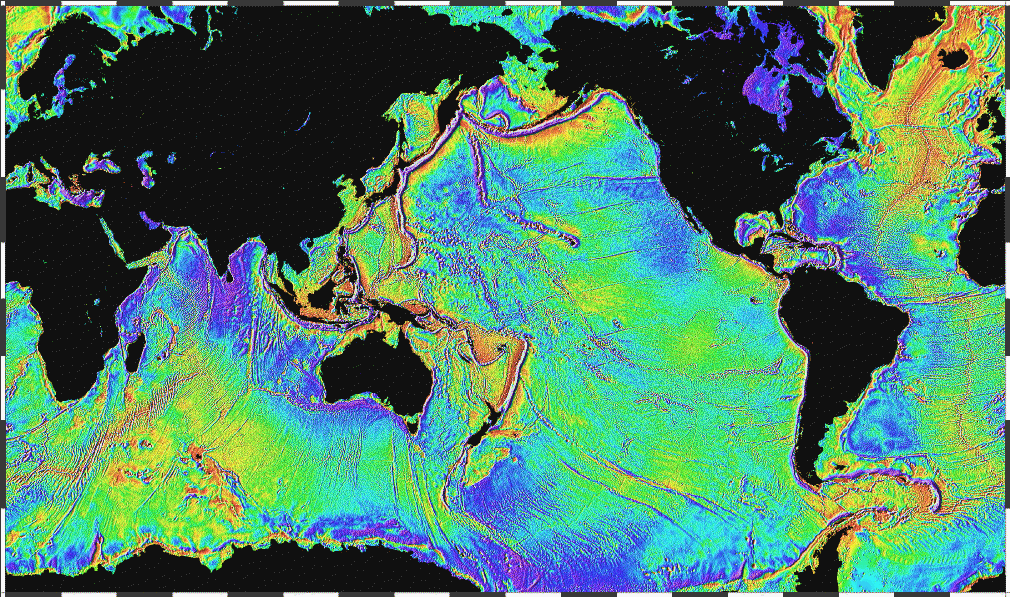
海底專題地圖(1995, NOAA)

隨著地圖的不斷發展，其數量和品種日益增多，為更加有效的管理與使用，地圖分類的重要性就凸顯出來。地圖的分類方法有很多。包括按分類標志劃分、普通地圖分類、專題地圖分類、系列地圖分類和地圖集分類。
- 按分類標志劃分

1. 按內容劃分為普通地圖和專題地圖
2. 按比例尺劃分為大比例尺地圖、中比例尺地圖和小比例尺地圖。其中，大、中、小是相對而言的。
3. 按製圖區域劃分為自然區劃、政治行政區劃和經濟區劃。
4. 按用途劃分為通用地圖和專用地圖。
5. 按使用方式
6. 按其他方式

- 普通地圖分類：以相对平衡的详细程度综合地反映制图区域内各种自然和社会经济现象一般特征的地图。包括地形、水系、居民地、交通线、境界、土质与植被等内容，如街道图，城市交通图，城市旅游图，行政区划图，国道交通图，地形图等
- 專題地圖分類
- 地圖集分類

## 相關學科
- 地圖學
- 地理學
- 測量學
- 測繪學
- 色彩學
- 美學
- 數學
- 遙感技術
- 計算機技術
- 地理信息學